# Bahīrā
Sergius Bahīrā (arabisch بحيرى, syrisch-aramäisch: ܒܚܝܪܐ) war um das Jahr 600 ein syrisch nestorianisch christlicher Mönch, der im Kloster in Bosra, einer Stadt im Süden Syriens lebte.
Manche Quellen geben als Namen Dscherdschis, Georgius, Sergius, Sarjisan, Bu airah, Bohaà¯ra.
Bahira bzw. Behîra bedeutet in aramäischer Sprache „Ausgezeichneter“.

## Bahīrā-Legende
Gemäß der Bahīrā-Legende in der Biographie Mohammeds aus dem frühen 8. Jahrhundert soll er das Siegel des Prophetentums (ein Muttermal) zwischen Mohammeds Schultern und die Zeichen, die angeblich auch Juden und Christen in ihren Schriften hatten, gesehen haben. Er soll dem etwa 12-jährigen Mohammed seine prophetische Berufung vorhergesagt haben und galt nach einer speziellen christlichen Legende als Lehrer Mohammeds.
Sergius wird von Petrus von Cluny in einem Brief um 1141 an Bernhard von Clairvaux über Mohammed erwähnt.

„Inzwischen verhalf der Teufel, wohl mit Billigung dessen, der ‚furchterregend in seinen Plänen über die Menschensöhne‘ genannt wird und der ‚sich erbarmt, wessen er will‘, und ‚verstockt, wen er will‘, dem Irrglauben zum Erfolg; er schickte den Mönch Sergius, einen Anhänger des häretischen Nestorius, der aus der Kirche ausgestoßen war, in jene Gebiete Arabiens und brachte den häretischen Mönch mit dem Lügenpropheten zusammen. So ergänzte also Sergius, was Muhammad fehlte: Er legte ihm die Heiligen Schriften des Alten wie des Neuen Testamentes aus – freilich nach dem Verständnis seines Lehrers Nestorius, der ja leugnet, daß unser Heiland Gott ist; teilweise auch nach seinem eigenen Gutdünken. Zugleich trichterte er ihm die Fabeleien der apokryphen Schriften ein und machte ihn so schließlich zu einem nestorianischen Christen.“

Der amerikanische Semitist Richard Gottheil schrieb um 1898 eine Christliche Bahira-Legende, eine Übersetzung aus dem Syrischen anhand Eduard Sachaus Abschrift der Aufzeichnung von Isho’yahb (arabisch: Mar Isho’yabh, kurz: Mar Yahb, Marhab).
Variationen der Bahīrā-Legende finden sich auch in der armenischen Überlieferung. Während dem islamischen Religionsgründer im Geschichtswerk des Sebeos im 7. Jahrhundert nur ein kurzer Abschnitt gewidmet ist, in welchem die Legende noch nicht vorkommt, beschreibt Towma Arzruni im 10. Jahrhundert Mohammed ausführlicher. Er schildert zunächst, wie Mohammed mit jüdischer Hilfe an die Macht gelangt und erwähnt anschließend den Tod dessen Lehrers Bahīrā: Als Bahīrā sah, wie Mohammed mächtig geworden war, ging er zu Mohammed und erinnerte ihn, dass er sein Lehrer gewesen sei und bat um seine Gunst. Aber Mohammed, der vorgab, von einem Engel unterrichtet worden zu sein, reagierte verärgert und tötete Bahīrā heimlich. Laut Moses Daskhurants’i, einem Zeitgenossen Arzrunis, brachte Mohammed seinen Lehrer aus demselben Motiv als unerwünschten Zeugen um. Mohammeds Zuhörer hatten demnach durch Spione in Erfahrung gebracht, dass sein großes Wissen, das er verkündete, eben nicht wie behauptet von einem Engel stammte. Ganz anders will es der byzantinische Theologe Euthymios Zigabenos (zweite Hälfte 11. Jahrhundert) wissen: Mohammed soll Bahīrā nach dem Genuss von Wein getötet und deshalb den Alkohol verboten haben. Diesem Motiv der Legende folgen auch die etwa 1270 entstandenen Texte Notitia de Machometo und De statu Sarracenorum, die Wilhelm von Tripolis zugeschrieben werden; die Ermordung Bahīrās wird in dieser Version allerdings dem unschuldigen Mohammed von seinen Gefährten untergeschoben. Ebenfalls abweichend von anderen Fassungen wird das Verhältnis von Bahīrā, der Mohammed in der christlichen Lehre unterrichtet, zu Mohammed als ungewöhnlich positiv und väterlich geschildert. 
Die am meisten mit Kuriositäten ausgeschmückte armenische Legende zur Beziehung zwischen Mohammed und seinem Lehrer steht im Vorwort eines anonymen, nur fragmentarisch in anderen historischen Schriften erhaltenen Textes, der als Pseudo-Shapuh Bagratuni bekannt ist. Der älteste Textauszug ist in einem 1185–1188 verfassten Manuskript überliefert. Nicht alle Textfragmente enthalten eine Beschreibung zum Leben Mohammeds, die älteste steht in einem Manuskript aus dem 16. Jahrhundert. Hierin ist der aus Persien stammende Mohammed von Dämonen befallen und wird, nachdem ihm kein Arzt helfen konnte, nach Syrien geschickt, um dort einen Mönch namens Sargis (aramäisch für Sergius) zu treffen. Sargis tauft Mohammed im nestorianischen ( Aramäisch / Assyrischen ) Glauben. Mohammed lebt 23 Jahre bei Sargis, schließt Frieden mit dem Dämon in seinem Körper und lernt allerhand magische Praktiken. Mohammed führt alle Anweisungen aus, die ihm Sargis mit dem Ziel erteilt, ein großer Mann zu werden. Der Lehrer Sergius Bahīrā wird in der Figur des Mönchs und Magiers Sargis verkörpert; ungewöhnlich ist, dass Mohammed als Götzen verehrender Perser vorgestellt wird, der später die Stadt Bagdad erbauen lässt.